# Katie Mactier
Katie Mactier (n. 23 martie 1975, Melbourne, Victoria, Australia) este o ciclistă australiană, medaliată olimpică. A participat la 2 ediții ale Jocurilor Olimpice (2004, 2008) în care a câștigat o medalie de argint.